# Coupe du monde de snowboard
La Coupe du monde de snowboard de la FIS, en anglais FIS Snowboard World Cup, est une compétition annuelle de snowboard organisée par la Fédération internationale de ski et de snowboard depuis 1994. Depuis 2011, cinq disciplines sont incluses dans la coupe du monde : le snowboard Alpin avec deux types d'épreuve en parallèle (le slalom et le slalom géant), le snowboard cross et trois disciplines de snowboard Freestyle/Park&Pipe : le half-pipe, le slopestyle et le big air.
Un classement général de snowboard est organisé dès la première édition avant d'être arrêté en 2004 devant le manque d'intérêt. Il est remis en place l'année suivante avant d'être définitivement arrêté en 2010.
Depuis l'édition 2011-2012, trois gros globes de cristal sont remis aux vainqueurs des classements suivants : 
- la coupe du monde de Snowboard Alpin, dit aussi parallèle (PAR);
- la coupe du monde de Snowboard Cross (SBX);
- la coupe du monde de Snowboard Freestyle/Park&Pipe (OPP).

Un petit globe de cristal est attribué aux vainqueurs des classements des spécialités : slalom parallèle (PSL), slalom géant parallèle (PGS), big air (BA), half-pipe (HP) et slopestyle (SS).

## Disciplines
Cinq disciplines et six spécialités sont disputées dans le cadre de la coupe du monde :
- Parallèle (alpin) (PAR) : un classement commun existe depuis 1994-95 (avec discontinuité lors de certaines éditions).
  - Slalom parallèle (PSL) : organisée depuis 1994-95 pour les femmes et 1999-2000 pour les hommes (avec discontinuité lors de certaines éditions).
  - Slalom géant parallèle (PGS) : organisée depuis 1999-2000 (avec discontinuité lors de certaines éditions).

- Snowboard Cross (SBX) : organisée depuis la saison 1996-97.

- Snowboard Freestyle/Park&Pipe (AFU puis OPP) : un classement commun existe depuis la saison 2010-11.
  - Big air (BA) : organisée depuis 2001. Un classement existe depuis 2001-02 pour les hommes et 2010-11 pour les femmes (avec discontinuité lors de certaines éditions).
  - Half-pipe (HP) : organisée depuis la première édition en 1994-95.
  - Slopestyle (SBS puis SS) : organisée depuis 2011-12.

La notion de Park & Pipe apparaît en 2017 pour harmoniser les nouvelles disciplines de snowboard (big air, halfpipe et slopestyle) avec les mêmes disciplines de ski acrobatique dites ski freestyle et pour différencier des autres disciplines de snowboard.
Deux types d'épreuves ne sont plus disputées dans le cadre de la coupe du monde : 
- Slalom : organisé depuis la première coupe du monde en 1994-95 jusqu'en 1999.
- Slalom Géant : organisé depuis la première coupe du monde en 1994-95 jusqu'en 2002.

## Système de points
Les snowboardeurs classés aux trente premières places lors des épreuves de coupe du monde remportent des points.
| Place  | 1er   | 2d  | 3e  | 4e  | 5e  | 6e  | 7e  | 8e  | 9e  | 10e | 11e | 12e | 13e | 14e | 15e | 16e | 17e | 18e | 19e | 20e | 21e | 22e | 23e | 24e | 25e | 26e | 27e | 28e | 29e | 30e |
| ------ | ----- | --- | --- | --- | --- | --- | --- | --- | --- | --- | --- | --- | --- | --- | --- | --- | --- | --- | --- | --- | --- | --- | --- | --- | --- | --- | --- | --- | --- | --- |
| Points | 1 000 | 800 | 600 | 500 | 450 | 400 | 360 | 320 | 290 | 260 | 240 | 220 | 200 | 180 | 160 | 150 | 140 | 130 | 120 | 110 | 100 | 90  | 80  | 70  | 60  | 50  | 45  | 40  | 36  | 32  |

| Place  | 1er | 2d | 3e | 4e | 5e | 6e | 7e | 8e | 9e | 10e | 11e | 12e | 13e | 14e | 15e | 16e | 17e | 18e | 19e | 20e | 21e | 22e | 23e | 24e | 25e | 26e | 27e | 28e | 29e | 30e |
| ------ | --- | -- | -- | -- | -- | -- | -- | -- | -- | --- | --- | --- | --- | --- | --- | --- | --- | --- | --- | --- | --- | --- | --- | --- | --- | --- | --- | --- | --- | --- |
| Points | 100 | 80 | 60 | 50 | 45 | 40 | 36 | 32 | 29 | 26  | 24  | 22  | 20  | 18  | 16  | 15  | 14  | 13  | 12  | 11  | 10  | 9   | 8   | 7   | 6   | 5   | 4   | 3   | 2   | 1   |

## Palmarès

### Classement général
De la première édition jusqu'en 2010 (hormis 2004-2005), un classement général de la coupe du monde réunissait l'ensemble des résultats de la coupe du Monde.
Lors de la saison 2010-2011, le classement est séparé en deux : un premier, Freestyle (AFU), qui réunit les résultats de Half-pipe (HP) et de Big air (BA) et un second, Speed (ASP) qui rassemble les résultats de Snowboard Cross (SBX) et des épreuves en parallèle (PAR). Cette formule restera une seule saison.
Depuis la saison 2011-2012, la coupe du Monde est séparée en trois classements différents (par conséquent trois gros globes): Parallèle (alpin), Snowboard Cross et Snowboard Freestyle/Park&Pipe, ce dernier réunissant les épreuves de Big air (BA), Half-pipe (HP) et Slopestyle (SS).

#### Hommes
- De 1994 à 2010

| Saison    | Vainqueur                 | Deuxième                  | Troisième                 |
| --------- | ------------------------- | ------------------------- | ------------------------- |
| 1994-1995 | Mike Jacoby               | Thedo Remmelink           | Steve Persons             |
| 1995-1996 | Mike Jacoby (2)           | Stefan Wurzacher          | Thedo Remmelink           |
| 1996-1997 | Harald Walder             | Peter Pechhacker          | Anton Pogue               |
| 1997-1998 | Alexander Koller          | Richard Rikardsson        | Dieter Moherndl           |
| 1998-1999 | Mathieu Bozzetto          | Stefan Kaltschuetz        | Ross Powers               |
| 1999-2000 | Mathieu Bozzetto (2)      | Nicolas Huet              | Felix Stadler             |
| 2000-2001 | Jasey Jay Anderson        | Walter Feichter           | Nicolas Huet              |
| 2001-2002 | Jasey Jay Anderson (2)    | Mathieu Bozzetto          | Nicolas Huet              |
| 2002-2003 | Jasey Jay Anderson (3)    | Markus Ebner              | Lukas Gruener             |
| 2003-2004 | Jasey Jay Anderson (4)    | Dieter Krassnig           | Drew Neilson              |
| 2004-2005 | Pas de classement général | Pas de classement général | Pas de classement général |
| 2005-2006 | Simon Schoch              | Siegfried Grabner         | Rok Flander               |
| 2006-2007 | Simon Schoch (2)          | Siegfried Grabner         | Peetu Piiroinen           |
| 2007-2008 | Benjamin Karl             | Mathieu Bozzetto          | Pierre Vaultier           |
| 2008-2009 | Siegfried Grabner         | Markus Schairer           | Benjamin Karl             |
| 2009-2010 | Benjamin Karl (2)         | Pierre Vaultier           | Andreas Prommegger        |

- Saison 2010-2011

| Saison    | Vainqueur     |
| --------- | ------------- |
| 2010-2011 | Benjamin Karl |

- Depuis 2010-2011

| Saison    | Parallèle (PAR)                 |
| --------- | ------------------------------- |
| 2010-2011 | Classement commun (voir dessus) |
| 2011-2012 | Andreas Prommegger              |
| 2012-2013 | Andreas Prommegger (2)          |
| 2013-2014 | Lukas Mathies                   |
| 2014-2015 | Žan Košir                       |
| 2015-2016 | Radoslav Yankov                 |
| 2016-2017 | Andreas Prommegger (3)          |
| 2017-2018 | Nevin Galmarini                 |
| 2018-2019 | Andrey Sobolev                  |
| 2019-2020 | Roland Fischnaller              |
| 2020-2021 | Aaron March                     |
| 2021-2022 | Lee Sang-ho                     |
| 2022-2023 | Fabian Obmann                   |
| 2023-2024 | Benjamin Karl                   |

| Saison    | Snowboard Cross (SBX)           |
| --------- | ------------------------------- |
| 2010-2011 | Classement commun (voir dessus) |
| 2011-2012 | Pierre Vaultier (3)             |
| 2012-2013 | Alex Pullin                     |
| 2013-2014 | Omar Visintin                   |
| 2014-2015 | Lucas Eguibar                   |
| 2015-2016 | Pierre Vaultier (4)             |
| 2016-2017 | Pierre Vaultier (5)             |
| 2017-2018 | Pierre Vaultier (6)             |
| 2018-2019 | Alessandro Hämmerle             |
| 2019-2020 | Alessandro Hämmerle (2)         |
| 2020-2021 | Alessandro Hämmerle (3)         |
| 2021-2022 | Martin Nörl                     |
| 2022-2023 | Martin Nörl (2)                 |
| 2023-2024 | Éliot Grondin                   |

| Saison    | Freestyle (AFU) / Park&Pipe (OPP) |
| --------- | --------------------------------- |
| 2010-2011 | Nathan Johnstone                  |
| 2011-2012 | Janne Korpi                       |
| 2012-2013 | Janne Korpi (2)                   |
| 2013-2014 | Måns Hedberg                      |
| 2014-2015 | Janne Korpi (3)                   |
| 2015-2016 | Ryo Aono                          |
| 2016-2017 | Mark McMorris                     |
| 2017-2018 | Chris Corning                     |
| 2018-2019 | Chris Corning (2)                 |
| 2019-2020 | Scotty James                      |
| 2020-2021 | Marcus Kleveland                  |
| 2021-2022 | Mons Røisland                     |
| 2022-2023 | Valentino Guseli                  |
| 2023-2024 | Valentino Guseli (2)              |

#### Femmes
- De 1994 à 2010

| Saison    | Vainqueur                 | Deuxième                  | Troisième                 |
| --------- | ------------------------- | ------------------------- | ------------------------- |
| 1994-1995 | Karine Ruby               | Marcella Boema            | Heidi Renoth              |
| 1995-1996 | Karine Ruby (2)           | Manuela Riegler           | Birgit Herbert            |
| 1996-1997 | Karine Ruby (3)           | Sondra van Ert            | Manuela Riegler           |
| 1997-1998 | Karine Ruby (4)           | Manuela Riegler           | Ursula Fingerlos          |
| 1998-1999 | Manuela Riegler           | Karine Ruby               | Ursula Fingerlos          |
| 1999-2000 | Manuela Riegler (2)       | Isabelle Blanc            | Margherita Parini         |
| 2000-2001 | Karine Ruby (5)           | Carmen Ranigler           | Rosey Fletcher            |
| 2001-2002 | Karine Ruby (6)           | Doresia Krings            | Doris Günther             |
| 2002-2003 | Karine Ruby (7)           | Doresia Krings            | Ursula Fingerlos          |
| 2003-2004 | Julie Pomagalski          | Lindsey Jacobellis        | Doresia Krings            |
| 2004-2005 | Pas de classement général | Pas de classement général | Pas de classement général |
| 2005-2006 | Daniela Meuli             | Julie Pomagalski          | Manuela Pesko             |
| 2006-2007 | Doresia Krings            | Heidi Neururer            | Fränzi Mägert-Kohli       |
| 2007-2008 | Nicolien Sauerbreij       | Lindsey Jacobellis        | Heidi Neururer            |
| 2008-2009 | Doris Günther             | Lindsey Jacobellis        | Amelie Kober              |
| 2009-2010 | Maëlle Ricker             | Nicolien Sauerbreij       | Doris Günther             |

- Saison 2010-2011

| Saison    | Vainqueur                |
| --------- | ------------------------ |
| 2010-2011 | Iekaterina Toudeguecheva |

- Depuis 2010-2011

| Saison    | Parallèle (PAR)                 |
| --------- | ------------------------------- |
| 2010-2011 | Classement commun (voir dessus) |
| 2011-2012 | Patrizia Kummer                 |
| 2012-2013 | Patrizia Kummer (2)             |
| 2013-2014 | Patrizia Kummer (3)             |
| 2014-2015 | Julie Zogg                      |
| 2015-2016 | Ester Ledecká                   |
| 2016-2017 | Ester Ledecká (2)               |
| 2017-2018 | Ester Ledecká (3)               |
| 2018-2019 | Ester Ledecká (4)               |
| 2019-2020 | Ramona Theresia Hofmeister      |
| 2020-2021 | Ramona Theresia Hofmeister (2)  |
| 2021-2022 | Ramona Theresia Hofmeister (3)  |
| 2022-2023 | Julie Zogg (2)                  |
| 2023-2024 | Ramona Theresia Hofmeister (4)  |

| Saison    | Snowboard Cross (SBX)           |
| --------- | ------------------------------- |
| 2010-2011 | Classement commun (voir dessus) |
| 2011-2012 | Dominique Maltais (3)           |
| 2012-2013 | Dominique Maltais (4)           |
| 2013-2014 | Dominique Maltais (5)           |
| 2014-2015 | Nelly Moenne-Loccoz             |
| 2015-2016 | Michela Moioli                  |
| 2016-2017 | Eva Samková                     |
| 2017-2018 | Michela Moioli (2)              |
| 2018-2019 | Eva Samková (2)                 |
| 2019-2020 | Michela Moioli (3)              |
| 2020-2021 | Eva Samková (3)                 |
| 2021-2022 | Charlotte Bankes                |
| 2022-2023 | Charlotte Bankes (2)            |
| 2023-2024 | Chloé Trespeuch                 |

| Saison    | Freestyle (AFU) / Park&Pipe (OPP) |
| --------- | --------------------------------- |
| 2010-2011 | Cai Xuetong                       |
| 2011-2012 | Cai Xuetong (2)                   |
| 2012-2013 | Kelly Clark                       |
| 2013-2014 | Šárka Pančochová                  |
| 2014-2015 | Cheryl Maas                       |
| 2015-2016 | Jamie Anderson                    |
| 2016-2017 | Anna Gasser                       |
| 2017-2018 | Miyabi Onitsuka                   |
| 2018-2019 | Miyabi Onitsuka (2)               |
| 2019-2020 | Cai Xuetong (3)                   |
| 2020-2021 | Anna Gasser (2)                   |
| 2021-2022 | Kokomo Murase                     |
| 2022-2023 | Mitsuki Ono                       |
| 2023-2024 | Kokomo Murase (2)                 |

### Palmarès par discipline

#### Parallèle (PAR/PSL/PGS)
- Hommes

| Saison           | Général (PAR)               |
| ---------------- | --------------------------- |
| 1994-1995        | Mike Jacoby                 |
| 1995-1996        | Pas de classement *         |
| 1996-1997        | Pas de classement *         |
| 1997-1998        | Pas de classement *         |
| 1998-1999        | Pas de classement *         |
| 1999-2000        | Mathieu Bozzetto            |
| 2000-2001        | Pas de classement *         |
| 2001-2002        | Mathieu Bozzetto (2)        |
| 2002-2003        | Mathieu Bozzetto (3)        |
| 2003-2004        | Siegfried Grabner           |
| 2004-2005        | Philipp Schoch              |
| 2005-2006        | Simon Schoch                |
| 2006-2007        | Simon Schoch (2)            |
| 2007-2008        | Benjamin Karl               |
| 2008-2009        | Siegfried Grabner (2)       |
| 2009-2010        | Benjamin Karl (2)           |
| 2010-2011        | Benjamin Karl (3)           |
| Depuis 2011-2012 | Considérée comme gros globe |

| Saison    | Slalom parallèle (PSL) |
| --------- | ---------------------- |
| 1994-1995 | Pas de classement *    |
| 1995-1996 | Pas de classement *    |
| 1996-1997 | Pas de classement *    |
| 1997-1998 | Pas de classement *    |
| 1998-1999 | Pas de classement *    |
| 1999-2000 | Pas de classement *    |
| 2000-2001 | Mathieu Bozzetto       |
| 2001-2002 | Mathieu Bozzetto (2)   |
| 2002-2003 | Pas de classement *    |
| 2003-2004 | Pas de classement *    |
| 2004-2005 | Pas de classement *    |
| 2005-2006 | Pas de classement *    |
| 2006-2007 | Pas de classement *    |
| 2007-2008 | Pas de classement *    |
| 2008-2009 | Pas de classement *    |
| 2009-2010 | Pas de classement *    |
| 2010-2011 | Pas de classement *    |
| 2011-2012 | Pas de classement *    |
| 2012-2013 | Roland Fischnaller     |
| 2013-2014 | Sylvain Dufour         |
| 2014-2015 | Žan Košir              |
| 2015-2016 | Roland Fischnaller (2) |
| 2016-2017 | Aaron March            |
| 2017-2018 | Roland Fischnaller (3) |
| 2018-2019 | Stefan Baumeister      |
| 2019-2020 | Andreas Prommegger     |
| 2020-2021 | Aaron March (2)        |
| 2021-2022 | Andreas Prommegger (2) |
| 2022-2023 | Fabian Obmann          |
| 2023-2024 | Lee Sang-ho            |

| Saison    | Slalom Géant Parallèle (PGS) |
| --------- | ---------------------------- |
| 1994-1995 | Pas de classement *          |
| 1995-1996 | Pas de classement *          |
| 1996-1997 | Pas de classement *          |
| 1997-1998 | Pas de classement *          |
| 1998-1999 | Pas de classement *          |
| 1999-2000 | Mathieu Bozzetto             |
| 2000-2001 | Pas de classement *          |
| 2001-2002 | Dejan Košir                  |
| 2002-2003 | Pas de classement *          |
| 2003-2004 | Pas de classement *          |
| 2004-2005 | Pas de classement *          |
| 2005-2006 | Pas de classement *          |
| 2006-2007 | Pas de classement *          |
| 2007-2008 | Pas de classement *          |
| 2008-2009 | Pas de classement *          |
| 2009-2010 | Pas de classement *          |
| 2010-2011 | Pas de classement *          |
| 2011-2012 | Pas de classement *          |
| 2012-2013 | Andreas Prommegger           |
| 2013-2014 | Lukas Mathies                |
| 2014-2015 | Žan Košir                    |
| 2015-2016 | Andrey Sobolev               |
| 2016-2017 | Radoslav Yankov              |
| 2017-2018 | Nevin Galmarini              |
| 2018-2019 | Tim Mastnak                  |
| 2019-2020 | Roland Fischnaller           |
| 2020-2021 | Roland Fischnaller (2)       |
| 2021-2022 | Stefan Baumeister            |
| 2022-2023 | Roland Fischnaller (3)       |
| 2023-2024 | Benjamin Karl                |

- Femmes

| Saison           | Général (PAR)               |
| ---------------- | --------------------------- |
| 1994-1995        | Marion Posch                |
| 1995-1996        | Pas de classement *         |
| 1996-1997        | Pas de classement *         |
| 1997-1998        | Pas de classement *         |
| 1998-1999        | Pas de classement *         |
| 1999-2000        | Isabelle Blanc              |
| 2000-2001        | Pas de classement *         |
| 2001-2002        | Ursula Bruhin               |
| 2002-2003        | Ursula Bruhin (2)           |
| 2003-2004        | Daniela Meuli               |
| 2004-2005        | Daniela Meuli (2)           |
| 2005-2006        | Daniela Meuli (3)           |
| 2006-2007        | Doresia Krings              |
| 2007-2008        | Nicolien Sauerbreij         |
| 2008-2009        | Amelie Kober                |
| 2009-2010        | Nicolien Sauerbreij (2)     |
| 2010-2011        | Iekaterina Toudeguecheva    |
| Depuis 2011-2012 | Considérée comme gros globe |

| Saison    | Slalom parallèle (PSL)     |
| --------- | -------------------------- |
| 1994-1995 | Marion Posch               |
| 1995-1996 | Pas de classement *        |
| 1996-1997 | Pas de classement *        |
| 1997-1998 | Pas de classement *        |
| 1998-1999 | Pas de classement *        |
| 1999-2000 | Pas de classement *        |
| 2000-2001 | Carmen Ranigler            |
| 2001-2002 | Karine Ruby                |
| 2002-2003 | Pas de classement *        |
| 2003-2004 | Pas de classement *        |
| 2004-2005 | Pas de classement *        |
| 2005-2006 | Pas de classement *        |
| 2006-2007 | Pas de classement *        |
| 2007-2008 | Pas de classement *        |
| 2008-2009 | Pas de classement *        |
| 2009-2010 | Pas de classement *        |
| 2010-2011 | Pas de classement *        |
| 2011-2012 | Pas de classement *        |
| 2012-2013 | Patrizia Kummer            |
| 2013-2014 | Patrizia Kummer (2)        |
| 2014-2015 | Julie Zogg                 |
| 2015-2016 | Patrizia Kummer (3)        |
| 2016-2017 | Daniela Ulbing             |
| 2017-2018 | Iekaterina Toudeguecheva   |
| 2018-2019 | Julie Zogg (2)             |
| 2019-2020 | Julie Zogg (3)             |
| 2020-2021 | Julie Zogg (4)             |
| 2021-2022 | Julie Zogg (5)             |
| 2022-2023 | Julie Zogg (6)             |
| 2023-2024 | Ramona Theresia Hofmeister |

| Saison    | Slalom Géant Parallèle (PGS)   |
| --------- | ------------------------------ |
| 1994-1995 | Pas de classement *            |
| 1995-1996 | Pas de classement *            |
| 1996-1997 | Pas de classement *            |
| 1997-1998 | Pas de classement *            |
| 1998-1999 | Pas de classement *            |
| 1999-2000 | Isabelle Blanc                 |
| 2000-2001 | Isabelle Blanc (2)             |
| 2001-2002 | Pas de classement *            |
| 2002-2003 | Pas de classement *            |
| 2003-2004 | Pas de classement *            |
| 2004-2005 | Pas de classement *            |
| 2005-2006 | Pas de classement *            |
| 2006-2007 | Pas de classement *            |
| 2007-2008 | Pas de classement *            |
| 2008-2009 | Pas de classement *            |
| 2009-2010 | Pas de classement *            |
| 2010-2011 | Pas de classement *            |
| 2011-2012 | Pas de classement *            |
| 2012-2013 | Marion Kreiner                 |
| 2013-2014 | Patrizia Kummer                |
| 2014-2015 | Marion Kreiner (2)             |
| 2015-2016 | Ester Ledecká                  |
| 2016-2017 | Alena Zavarzina                |
| 2017-2018 | Ester Ledecká (2)              |
| 2018-2019 | Ester Ledecká (3)              |
| 2019-2020 | Ramona Hofmeister              |
| 2020-2021 | Ramona Hofmeister (2)          |
| 2021-2022 | Ramona Hofmeister (3)          |
| 2022-2023 | Ramona Hofmeister (4)          |
| 2023-2024 | Ramona Theresia Hofmeister (5) |

#### Snowboard Cross (SBX)
| Saison           | SBX Hommes                  |
| ---------------- | --------------------------- |
| 1994-1995        | Aucune épreuve              |
| 1995-1996        | Aucune épreuve              |
| 1996-1997        | Elmar Messner               |
| 1997-1998        | Alexander Koller            |
| 1998-1999        | Sylvain Duclos              |
| 1999-2000        | Pontus Stahlkloo            |
| 2000-2001        | Pontus Stahlkloo (2)        |
| 2001-2002        | Jasey-Jay Anderson          |
| 2002-2003        | Xavier de Le Rue            |
| 2003-2004        | Xavier de Le Rue (2)        |
| 2004-2005        | Xavier de Le Rue (3)        |
| 2005-2006        | Jasey-Jay Anderson (2)      |
| 2006-2007        | Drew Neilson                |
| 2007-2008        | Pierre Vaultier             |
| 2008-2009        | Markus Schairer             |
| 2009-2010        | Pierre Vaultier (2)         |
| 2010-2011        | Alex Pullin                 |
| Depuis 2011-2012 | Considérée comme gros globe |

| Saison           | SBX Femmes                  |
| ---------------- | --------------------------- |
| 1994-1995        | Aucune épreuve              |
| 1995-1996        | Aucune épreuve              |
| 1996-1997        | Karine Ruby                 |
| 1997-1998        | Ursula Fingerlos            |
| 1998-1999        | Ursula Fingerlos (2)        |
| 1999-2000        | Sandra Farmand              |
| 2000-2001        | Karine Ruby (2)             |
| 2001-2002        | Sandra Farmand (2)          |
| 2002-2003        | Karine Ruby (3)             |
| 2003-2004        | Karine Ruby (4)             |
| 2004-2005        | Doresia Krings              |
| 2005-2006        | Dominique Maltais           |
| 2006-2007        | Lindsey Jacobellis          |
| 2007-2008        | Maelle Ricker               |
| 2008-2009        | Lindsey Jacobellis (2)      |
| 2009-2010        | Maelle Ricker (2)           |
| 2010-2011        | Dominique Maltais (2)       |
| Depuis 2011-2012 | Considérée comme gros globe |

#### Freestyle / Park&Pipe (BA/HP/SS)
- Hommes

| Saison    | Big Air (BA)                       |
| --------- | ---------------------------------- |
| 1994-1995 | Aucune épreuve                     |
| 1995-1996 | Aucune épreuve                     |
| 1996-1997 | Aucune épreuve                     |
| 1997-1998 | Aucune épreuve                     |
| 1998-1999 | Aucune épreuve                     |
| 1999-2000 | Aucune épreuve                     |
| 2000-2001 | Aucune épreuve                     |
| 2001-2002 | Andreas Jakobsson & Björn Lindgren |
| 2002-2003 | Jukka Eratuli                      |
| 2003-2004 | Simon Ax                           |
| 2004-2005 | Jukka Eratuli (2)                  |
| 2005-2006 | Stefan Gimpl                       |
| 2006-2007 | Peetu Piiroinen                    |
| 2007-2008 | Stefan Gimpl (2)                   |
| 2008-2009 | Stefan Gimpl (3)                   |
| 2009-2010 | Stefan Gimpl (4)                   |
| 2010-2011 | Clemens Schattschneider            |
| 2011-2012 | Janne Korpi                        |
| 2012-2013 | Seppe Smits                        |
| 2013-2014 | Pas de classement *                |
| 2014-2015 | Seppe Smits (2) & Darcy Sharpe     |
| 2015-2016 | Maxence Parrot                     |
| 2016-2017 | Mark McMorris                      |
| 2017-2018 | Chris Corning                      |
| 2018-2019 | Takeru Otsuka                      |
| 2019-2020 | Chris Corning (2)                  |
| 2020-2021 | Maxence Parrot (2)                 |
| 2021-2022 | Jonas Boesiger                     |
| 2022-2023 | Valentino Guseli                   |
| 2023-2024 | Kira Kimura                        |

| Saison    | Half-pipe (HP)            |
| --------- | ------------------------- |
| 1994-1995 | Lael Gregory              |
| 1995-1996 | Ross Powers               |
| 1996-1997 | Jonas Gunnarsson          |
| 1997-1998 | Fredrik Sterner           |
| 1998-1999 | Ross Powers (2)           |
| 1999-2000 | Thomas Johansson          |
| 2000-2001 | Magnus Sterner            |
| 2001-2002 | Jan Michaelis             |
| 2002-2003 | Xaver Hoffmann            |
| 2003-2004 | Risto Mattila             |
| 2004-2005 | Mathieu Crepel            |
| 2005-2006 | Jan Michaelis (2)         |
| 2006-2007 | Ryo Aono                  |
| 2007-2008 | Iouri Podladtchikov       |
| 2008-2009 | Ryo Aono (2)              |
| 2009-2010 | Justin Lamoureux          |
| 2010-2011 | Nathan Johnstone          |
| 2011-2012 | Janne Korpi               |
| 2012-2013 | Scott Lago                |
| 2013-2014 | Scotty James              |
| 2014-2015 | Taylor Gold & Yiwei Zhang |
| 2015-2016 | Ryo Aono (3)              |
| 2016-2017 | Scotty James (2)          |
| 2017-2018 | Yūto Totsuka              |
| 2018-2019 | Yūto Totsuka (2)          |
| 2019-2020 | Scotty James (3)          |
| 2020-2021 | Yūto Totsuka (3)          |
| 2021-2022 | Ayumu Hirano              |
| 2022-2023 | Ruka Hirano               |
| 2023-2024 | Ruka Hirano (2)           |

| Saison    | Slopestyle (SBS puis SS) |
| --------- | ------------------------ |
| 1994-1995 | Aucune épreuve           |
| 1995-1996 | Aucune épreuve           |
| 1996-1997 | Aucune épreuve           |
| 1997-1998 | Aucune épreuve           |
| 1998-1999 | Aucune épreuve           |
| 1999-2000 | Aucune épreuve           |
| 2000-2001 | Aucune épreuve           |
| 2001-2002 | Aucune épreuve           |
| 2002-2003 | Aucune épreuve           |
| 2003-2004 | Aucune épreuve           |
| 2004-2005 | Aucune épreuve           |
| 2005-2006 | Aucune épreuve           |
| 2006-2007 | Aucune épreuve           |
| 2007-2008 | Aucune épreuve           |
| 2008-2009 | Aucune épreuve           |
| 2009-2010 | Aucune épreuve           |
| 2010-2011 | Aucune épreuve           |
| 2011-2012 | Dimi de Jong             |
| 2012-2013 | Yuki Kadono              |
| 2013-2014 | Mans Hedberg             |
| 2014-2015 | Janne Korpi              |
| 2015-2016 | Chris Corning            |
| 2016-2017 | Redmond Gerard           |
| 2017-2018 | Chris Corning (2)        |
| 2018-2019 | Chris Corning (3)        |
| 2019-2020 | Ruki Tobita              |
| 2020-2021 | Marcus Kleveland         |
| 2021-2022 | Tiarn Collins            |
| 2022-2023 | Dusty Henricksen         |
| 2023-2024 | Liam Brearley            |

- Femmes

| Saison    | Big Air (BA)                      |
| --------- | --------------------------------- |
| 1994-1995 | Aucune épreuve                    |
| 1995-1996 | Aucune épreuve                    |
| 1996-1997 | Aucune épreuve                    |
| 1997-1998 | Aucune épreuve                    |
| 1998-1999 | Aucune épreuve                    |
| 1999-2000 | Aucune épreuve                    |
| 2000-2001 | Aucune épreuve                    |
| 2001-2002 | Pas de classement *               |
| 2002-2003 | Pas de classement *               |
| 2003-2004 | Pas de classement *               |
| 2004-2005 | Pas de classement *               |
| 2005-2006 | Pas de classement *               |
| 2006-2007 | Pas de classement *               |
| 2007-2008 | Pas de classement *               |
| 2008-2009 | Pas de classement *               |
| 2009-2010 | Pas de classement *               |
| 2010-2011 | Allyson Carroll & Katarzyna Rusin |
| 2011-2012 | Pas de classement *               |
| 2012-2013 | Pas de classement *               |
| 2013-2014 | Pas de classement *               |
| 2014-2015 | Cheryl Maas                       |
| 2015-2016 | Jamie Anderson & Julia Marino     |
| 2016-2017 | Anna Gasser                       |
| 2017-2018 | Anna Gasser (2)                   |
| 2018-2019 | Reira Iwabuchi                    |
| 2019-2020 | Reira Iwabuchi (2)                |
| 2020-2021 | Zoi Sadowski-Synnott              |
| 2021-2022 | Anna Gasser (3)                   |
| 2022-2023 | Reira Iwabuchi (3)                |
| 2023-2024 | Mia Brookes                       |

| Saison    | Half-pipe (HP)         |
| --------- | ---------------------- |
| 1994-1995 | Sabrina Sadeghi        |
| 1995-1996 | Carolien van Kilsdonk  |
| 1996-1997 | Tara Teigen            |
| 1997-1998 | Doriane Vidal          |
| 1998-1999 | Tricia Byrnes          |
| 1999-2000 | Sabine Wehr-Hasler     |
| 2000-2001 | Sabine Wehr-Hasler (2) |
| 2001-2002 | Nicola Pederzolli      |
| 2002-2003 | Manuela Pesko          |
| 2003-2004 | Soko Yamaoka           |
| 2004-2005 | Melo Imai              |
| 2005-2006 | Manuela Pesko (2)      |
| 2006-2007 | Manuela Pesko (3)      |
| 2007-2008 | Manuela Pesko (4)      |
| 2008-2009 | Liu Jiayu              |
| 2009-2010 | Cai Xuetong            |
| 2010-2011 | Cai Xuetong (2)        |
| 2011-2012 | Cai Xuetong (3)        |
| 2012-2013 | Kelly Clark            |
| 2013-2014 | Kelly Clark (2)        |
| 2014-2015 | Kelly Clark (3)        |
| 2015-2016 | Cai Xuetong (4)        |
| 2016-2017 | Chloe Kim              |
| 2017-2018 | Chloe Kim (2)          |
| 2018-2019 | Cai Xuetong (5)        |
| 2019-2020 | Cai Xuetong (6)        |
| 2020-2021 | Chloe Kim (3)          |
| 2021-2022 | Cai Xuetong (7)        |
| 2022-2023 | Mitsuki Ono            |
| 2023-2024 | Mitsuki Ono (2)        |

| Saison    | Slopestyle (SBS puis SS) |
| --------- | ------------------------ |
| 1994-1995 | Aucune épreuve           |
| 1995-1996 | Aucune épreuve           |
| 1996-1997 | Aucune épreuve           |
| 1997-1998 | Aucune épreuve           |
| 1998-1999 | Aucune épreuve           |
| 1999-2000 | Aucune épreuve           |
| 2000-2001 | Aucune épreuve           |
| 2001-2002 | Aucune épreuve           |
| 2002-2003 | Aucune épreuve           |
| 2003-2004 | Aucune épreuve           |
| 2004-2005 | Aucune épreuve           |
| 2005-2006 | Aucune épreuve           |
| 2006-2007 | Aucune épreuve           |
| 2007-2008 | Aucune épreuve           |
| 2008-2009 | Aucune épreuve           |
| 2009-2010 | Aucune épreuve           |
| 2010-2011 | Aucune épreuve           |
| 2011-2012 | Charlotte van Gils       |
| 2012-2013 | Kjersti Buaas            |
| 2013-2014 | Šárka Pančochová         |
| 2014-2015 | Cheryl Maas              |
| 2015-2016 | Jamie Anderson           |
| 2016-2017 | Jamie Anderson (2)       |
| 2017-2018 | Sofya Fyodorova          |
| 2018-2019 | Miyabi Onitsuka          |
| 2019-2020 | Katie Ormerod            |
| 2020-2021 | Anna Gasser              |
| 2021-2022 | Kokomo Murase            |
| 2022-2023 | Julia Marino             |
| 2023-2024 | Kokomo Murase (2)        |

### Anciennes disciplines
| Saison    | Hommes                |
| --------- | --------------------- |
| 1994-1995 | Mike Jacoby           |
| 1995-1996 | Mike Jacoby (2)       |
| 1996-1997 | Peter Pechhacker      |
| 1997-1998 | Nicolas Conte         |
| 1998-1999 | Stefan Kaltschütz     |
| 1999-2000 | Stefan Kaltschütz (2) |
| 2000-2001 | Walter Feichter       |
| 2001-2002 | Dejan Košir           |

| Saison    | Femmes                |
| --------- | --------------------- |
| 1994-1995 | Karine Ruby           |
| 1995-1996 | Karine Ruby (2)       |
| 1996-1997 | Karine Ruby (3)       |
| 1997-1998 | Karine Ruby (4)       |
| 1998-1999 | Margherita Parini     |
| 1999-2000 | Margherita Parini (2) |
| 2000-2001 | Karine Ruby (5)       |
| 2001-2002 | Steffi von Siebenthal |

| Saison    | Hommes                |
| --------- | --------------------- |
| 1994-1995 | Mike Jacoby           |
| 1995-1996 | Mike Jacoby (2)       |
| 1996-1997 | Peter Pechhacker      |
| 1997-1998 | Nicolas Conte         |
| 1998-1999 | Stefan Kaltschütz     |
| 1999-2000 | Stefan Kaltschütz (2) |
| 2000-2001 | Walter Feichter       |
| 2001-2002 | Dejan Košir           |

| Saison    | Femmes                |
| --------- | --------------------- |
| 1994-1995 | Karine Ruby           |
| 1995-1996 | Karine Ruby (2)       |
| 1996-1997 | Karine Ruby (3)       |
| 1997-1998 | Karine Ruby (4)       |
| 1998-1999 | Margherita Parini     |
| 1999-2000 | Margherita Parini (2) |
| 2000-2001 | Karine Ruby (5)       |
| 2001-2002 | Steffi von Siebenthal |

| Saison    | Hommes             |
| --------- | ------------------ |
| 1994-1995 | Peter Pichler      |
| 1995-1996 | Peter Pichler (2)  |
| 1996-1997 | Karl Frenademez    |
| 1997-1998 | Richard Rikardsson |
| 1998-1999 | Mathieu Bozzetto   |

| Saison    | Femmes          |
| --------- | --------------- |
| 1994-1995 | Marcella Boerma |
| 1995-1996 | Karine Ruby     |
| 1996-1997 | Karine Ruby (2) |
| 1997-1998 | Karine Ruby (3) |
| 1998-1999 | Marion Posch    |

| Saison    | Hommes             |
| --------- | ------------------ |
| 1994-1995 | Peter Pichler      |
| 1995-1996 | Peter Pichler (2)  |
| 1996-1997 | Karl Frenademez    |
| 1997-1998 | Richard Rikardsson |
| 1998-1999 | Mathieu Bozzetto   |

| Saison    | Femmes          |
| --------- | --------------- |
| 1994-1995 | Marcella Boerma |
| 1995-1996 | Karine Ruby     |
| 1996-1997 | Karine Ruby (2) |
| 1997-1998 | Karine Ruby (3) |
| 1998-1999 | Marion Posch    |

## Records

### Victoires
- Les plus grands nombres de victoires : minimum 15 victoires individuelles / 50 victoires par nation (fin décembre 2021)

| Athlète            | Nb victoires |
| ------------------ | ------------ |
| Mathieu Bozzetto   | 35           |
| Jasey Jay Anderson | 28           |
| Pierre Vaultier    | 22           |
| Andreas Prommegger | 20           |
| Roland Fischnaller | 19           |
| Benjamin Karl      | 18           |
| Philipp Schoch     | 15           |

| Athlète            | Nb victoires |
| ------------------ | ------------ |
| Karine Ruby        | 67           |
| Lindsey Jacobellis | 31           |
| Daniela Meuli      | 22           |
| Ester Ledecka      | 20           |
| Eva Samková        | 18           |
| Michela Moioli     | 16           |
| Marion Posch       | 16           |
| Maelle Ricker      | 16           |
| Tricia Byrnes      | 15           |
| Patrizia Kummer    | 15           |
| Dominique Maltais  | 15           |

| Nation     | Nb victoires |
| ---------- | ------------ |
| États-Unis | 231          |
| France     | 230          |
| Autriche   | 226          |
| Suisse     | 152          |
| Canada     | 128          |
| Italie     | 115          |
| Allemagne  | 85           |
| Japon      | 65           |
| Suède      | 61           |
| Finlande   | 60           |

### Globes
- Les plus grands nombres de globes (général) (entre 1994/95 et 2009/10)

| Athlète            | Nb globes |
| ------------------ | --------- |
| Jasey Jay Anderson | 4         |

| Athlète     | Nb globes |
| ----------- | --------- |
| Karine Ruby | 7         |

- Les plus grands nombres de globes par discipline (fin décembre 2021)

| Discipline             | Saison          | Athlète                                           | Nb globes |
| ---------------------- | --------------- | ------------------------------------------------- | --------- |
| Parallèle (alpin)      | 1994/95-        | Mathieu Bozzetto Benjamin Karl Andreas Prommegger | 3         |
| Slalom parallèle       | 1994/95-        | Roland Fischnaller                                | 3         |
| Slalom géant parallèle | 1999/00-        | Roland Fischnaller                                | 2         |
| Slalom                 | 1994/95-1998/99 | Peter Pichler                                     | 2         |
| Slalom géant           | 1994/95-2001/02 | Mike Jacoby Stefan Kaltschütz                     | 2         |
| Snowboard Cross        | 1996/97-        | Pierre Vaultier                                   | 6         |
| Freestyle / Park&Pipe  | 2011/12-        | Janne Korpi                                       | 3         |
| Big Air                | 2001/02-        | Stefan Gimpl                                      | 4         |
| Half-pipe              | 1994/95-        | Ryo Aono Scotty James Yūto Totsuka                | 3         |
| Slopestyle             | 2011/12-        | Chris Corning                                     | 3         |

| Discipline             | Saison          | Athlète           | Nb globes |
| ---------------------- | --------------- | ----------------- | --------- |
| Parallèle (alpin)      | 1994/95-        | Ester Ledecká     | 4         |
| Slalom parallèle       | 1994/95-        | Julie Zogg        | 4         |
| Slalom géant parallèle | 1999/00-        | Ester Ledecká     | 3         |
| Slalom                 | 1994/95-1998/99 | Karine Ruby       | 3         |
| Slalom géant           | 1994/95-2001/02 | Karine Ruby       | 5         |
| Snowboard Cross        | 1996/97-        | Dominique Maltais | 5         |
| Freestyle / Park&Pipe  | 2011/12-        | Cai Xuetong       | 3         |
| Big Air                | 2010/11-        | Anna Gasser       | 3         |
| Half-pipe              | 1994/95-        | Cai Xuetong       | 7         |
| Slopestyle             | 2011/12-        | Jamie Anderson    | 2         |